# Africada velar sorda
La africada velar sorda es un tipo de sonido consonántico , utilizado en algunas lenguas habladas . Los símbolos del Alfabeto Fonético Internacional que representan este sonido son ⟨ k͡x ⟩ y ⟨ k͜x ⟩ ,. Se puede omitir la barra de unión, dando ⟨ kx ⟩.
Algunas lenguas tienen la africada prevelar sorda , que se articula un poco más al frente en comparación con el lugar de articulación de la africada velar sorda prototípica, aunque no tan al frente como la africada palatal sorda prototípica ; Consulte ese artículo para obtener más información.
Por el contrario, algunos idiomas tienen la africada post-velar sorda , que se articula ligeramente detrás del lugar de articulación de la africada velar sorda prototípica, aunque no tan atrás como la africada uvular sorda prototípica ; Consulte ese artículo para obtener más información.

## Características
•Su modo de articulación es Africada, lo que significa que se produce primero deteniendo el flujo de aire por completo y luego permitiendo que el aire fluya a través de un canal estrecho en el lugar de la articulación, lo que provoca turbulencia.
•Su lugar de articulación es velar, lo que significa que se articula con la parte posterior de la lengua (el dorso) en el paladar blando.
•Su fonación es sorda, lo que significa que se produce sin vibraciones de las cuerdas vocales.
•Es una consonante oral, lo que significa que el aire solo puede escapar por la boca.
•Es una consonante central, lo que significa que se produce al dirigir la corriente de aire a lo largo del centro de la lengua, en lugar de hacia los lados.
•El mecanismo de la corriente de aire es pulmonar, lo que significa que se articula empujando el aire únicamente con los músculos intercostales y el diafragma, como en la mayoría de los sonidos.

## Ocurre en
La africada velar sorda aparece en los idiomas !Xóõ, esloveno, navajo, coreano, alemán, inglés, Alemánico, austro-bávaro, Griego moderno, lakota, neerlandés.